# 1421 w polityce
Wydarzenia polityczne w 1421 roku.

## Urodzili się
- 6 grudnia – Henryk VI Lancaster, król Anglii.
- Jacques de Lalaing, burgundzki rycerz (zm. 1453), cieszący się wielką sławą wśród sobie współczesnych, który przeszedł do historii jako jedna z pierwszych ofiar broni palnej[1].